# Kujalleq
Kujalleq (gronelandês: Kujalleq Kommunia) é um novo município da Gronelândia, operacional desde 1 de janeiro de 2009. Consta dos antigos municípios de Nanortalik, Narsaq, e Qaqortoq. A população total é de 7 755 habitantes (janeiro de 2008), sendo o município menos habitado da ilha.
O centro administrativo do município está em Nanortalik.

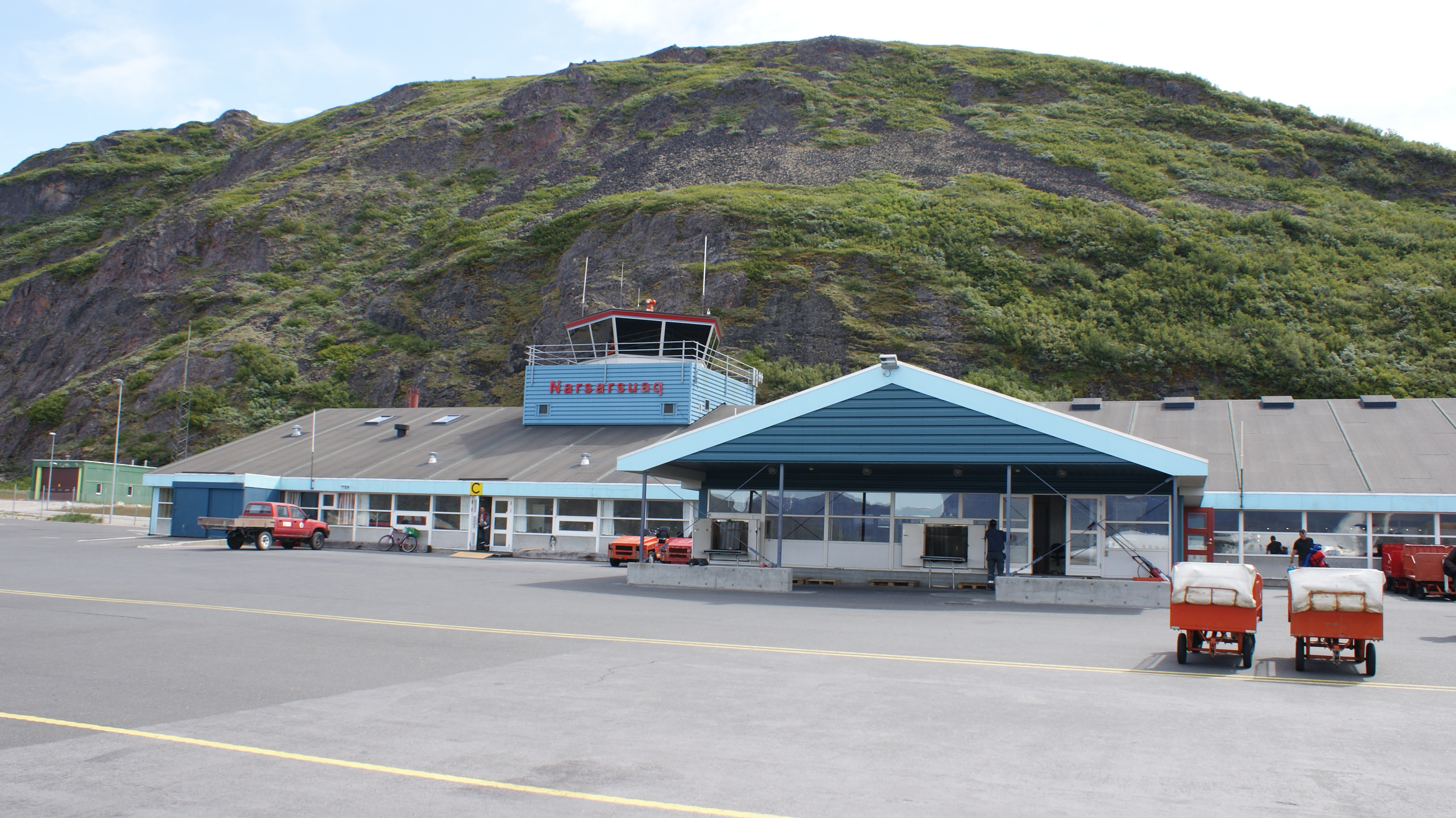
Aeroporto de Narsarsuaq.

## Geografia
O município está situado no sudoeste de Gronelândia, e tem uma área de 32 000 km², pelo que é o menor da ilha. É banhado pelo Mar do Labrador. É montanhoso e tem numerosos fiordes.

## Cidades e localidades
As principais cidades (byer) e localidades (bygder) da comuna são:

#### Cidades (byer)
- Qaqortoq
- Narsaq
- Nanortalik

#### Localidades (bygder)
- Aappilattoq
- Alluitsup Paa (Sydprøven)
- Ammassivik
- Eqalugaarsuit
- Igaliku
- Narsarmijit (Frederiksdal)
- Narsarsuaq
- Qassiarsuk
- Qassimiut
- Saarloq
- Tasiusaq

## Transportes
Kujalleq é servida por transporte marítimo, fornecido pelas companhias de navegação Arctic Umiaq Line e Disko Line, com escala em Qaqortoq, Narsaq,  Narsarsuaq e Nanortalik.
Dispõe de transporte aéreo através do Aeroporto de Narsarsuaq.

## Galeria

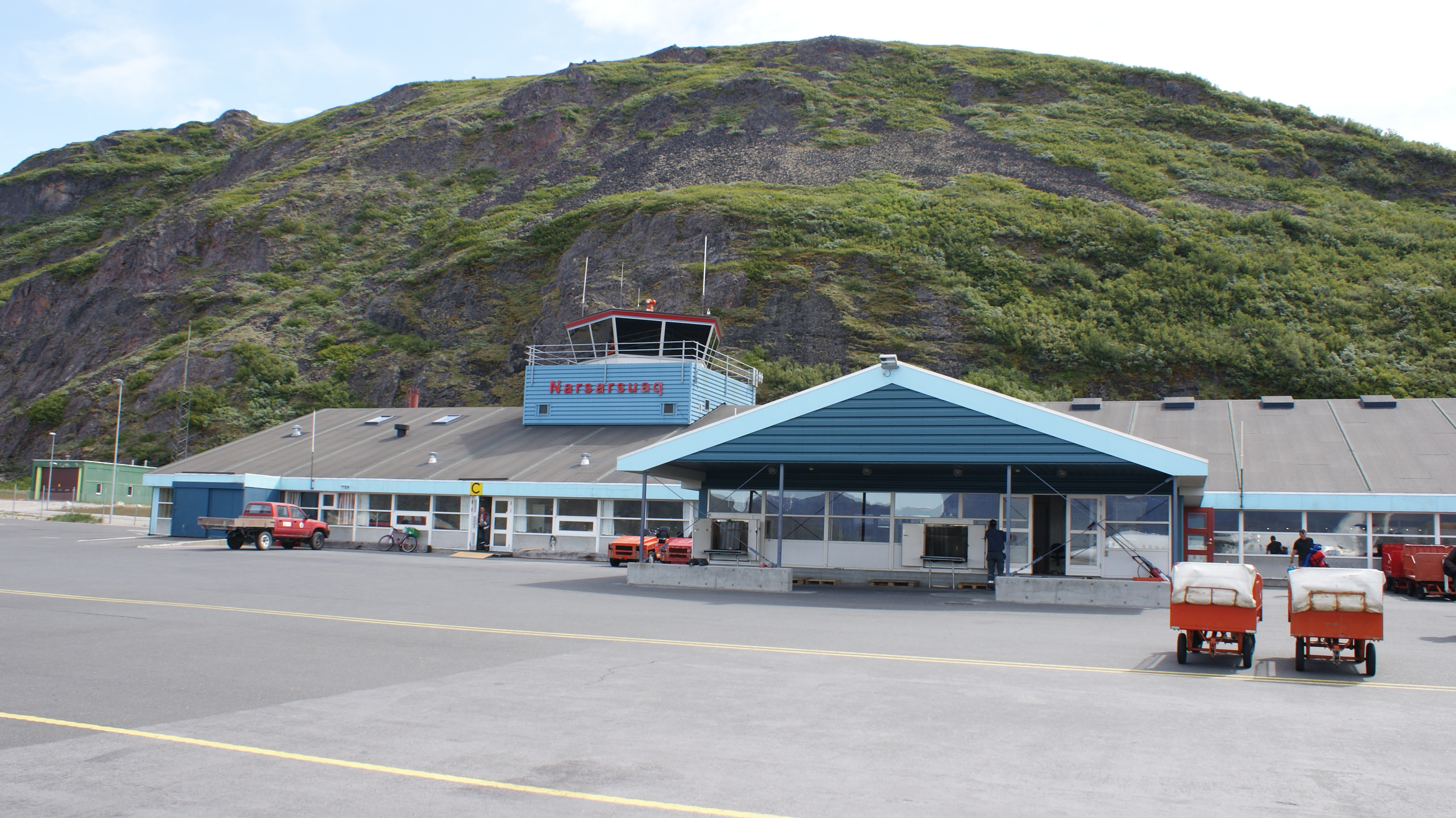
Aeroporto de Narsarsuaq
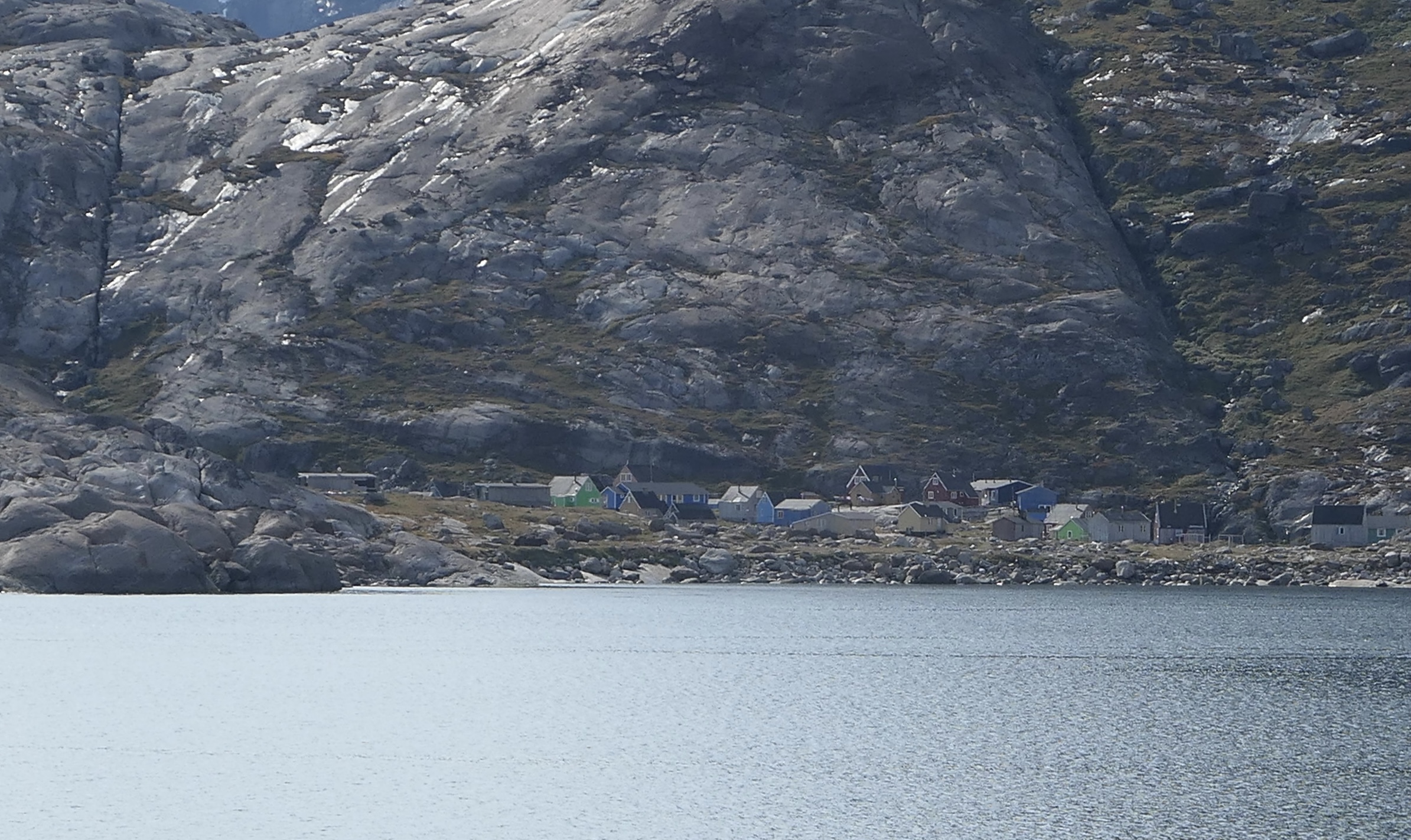
a remota aldeia de Aappilattog
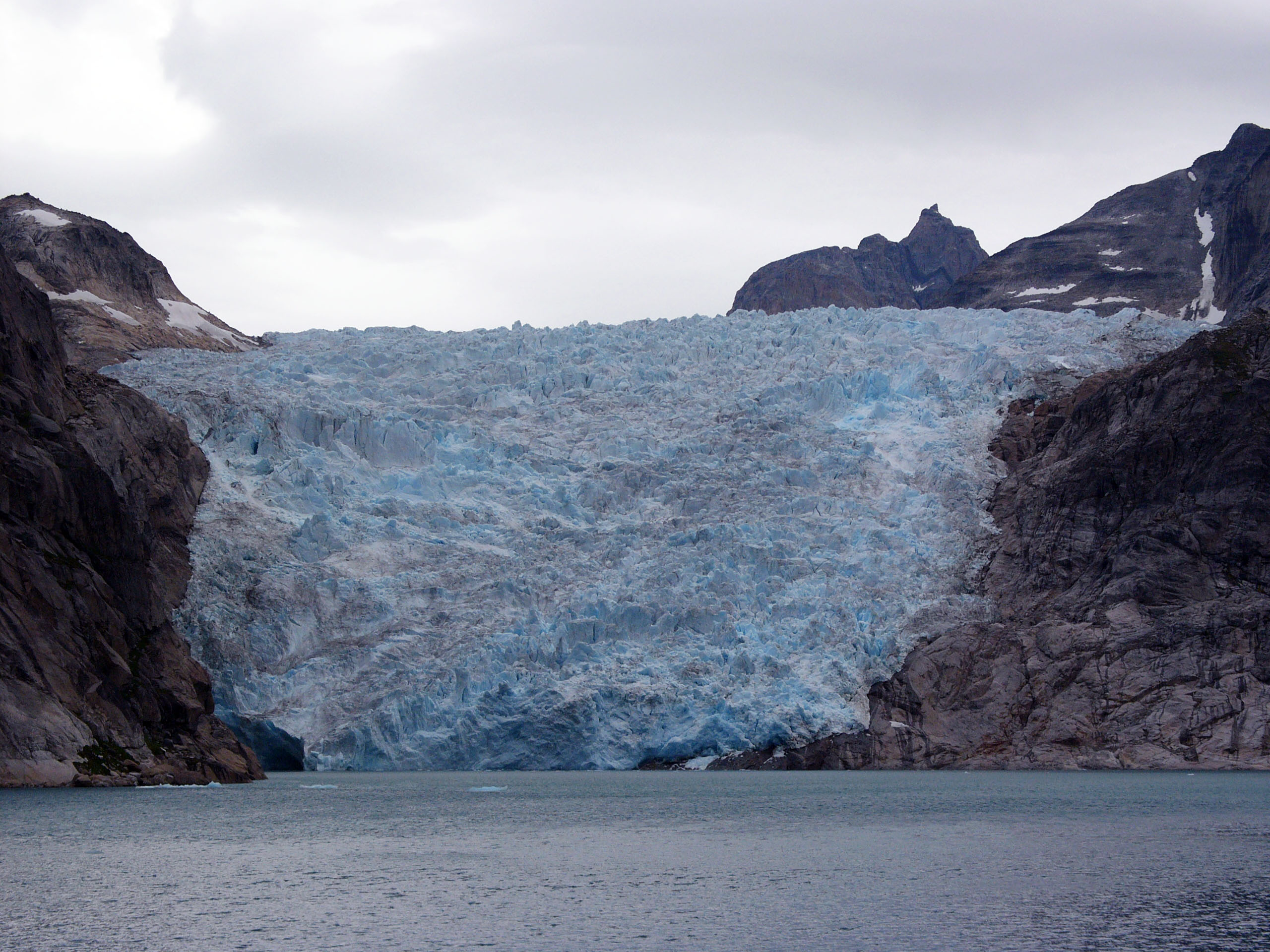
Glaciar no sul da ilha
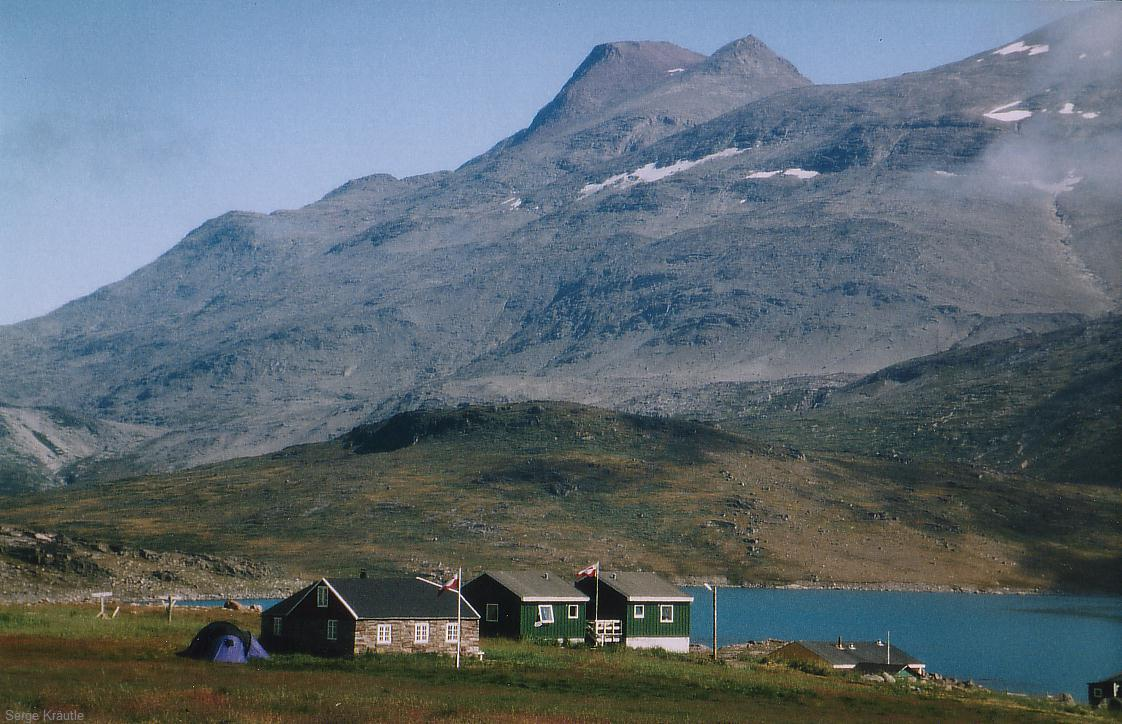
A montanha de Illerfissalik